# Vorarefilie

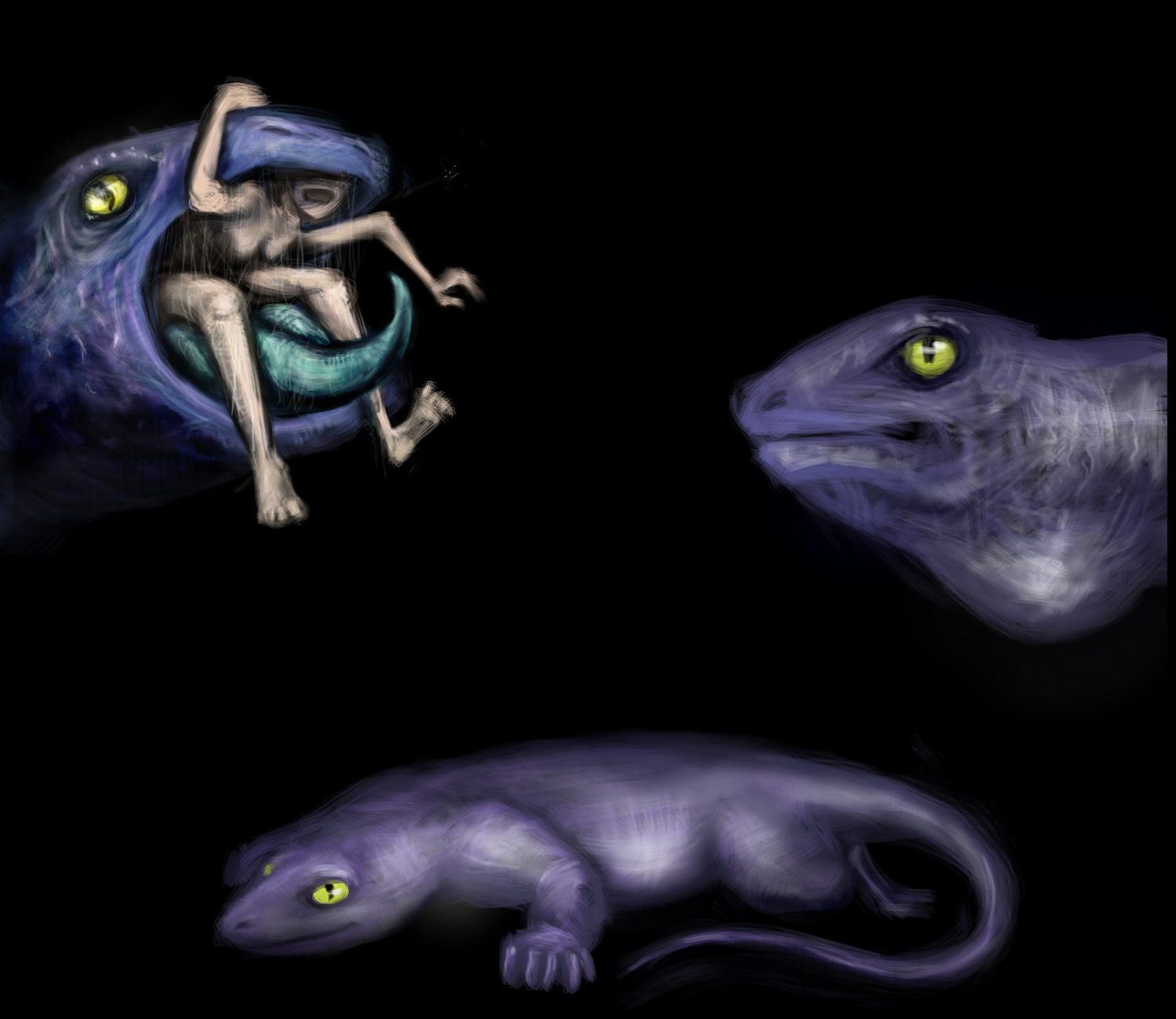
Tekening van een mens ingeslikt door een salamander-achtig wezen. Een voorbeeld van vore.

Vorarefilie (afgekort vore) is een parafilie gekenmerkt door de erotische wens om opgeslokt te worden door een andere persoon of creatuur, of de omgekeerde erotische wens iemand in te slikken. Het woord vorarefilie is afgeleid van het Latijnse vorare ("inslikken, inzwelgen") en het Griekse φιλία (philía, "houden van").
In de fantasie wordt het slachtoffer meestal in zijn geheel ingeslikt, hoewel sommigen ook fantaseren dat er gekauwd wordt. Men kan hier het onderscheid maken tussen soft vore en hard vore. Bij soft vore komt er geen bloed aan te pas, het inslikken verloopt bijna geweldloos. Bij hard vore wordt een persoon eventueel verscheurd en wordt op hem gekauwd. Erotisch kannibalisme kan men zien als een type hard vore. Bij erotisch kannibalisme wenst een persoon dat hij gegeten wordt door een ander mens of wenst iemand een ander mens te eten. 
Bij vorarefilie wordt in tegenstelling tot erotisch kannibalisme niet steeds gefantaseerd over een mens die een mens verorbert, maar zijn andere wezens betrokken, zoals slangen, planten, draken, dieren. Vorarefilisten beschrijven met plezier hoe na het inslikken de prooi in de buik te zien is van diegene die haar inslikte. Het is een subcultuur die enkel in de fantasie kan beleefd worden en hij wordt geuit in prenten, verhalen, films en videogames. 
Vorarefilie kan ook gezien worden als een variant van macrofilie en/of microfilie. De fascinatie voor uitzonderlijk grote of uitzonderlijk kleine mensen en dingen past goed bij het verlangen om met die dingen één te worden. Een typische fantasie is die van de omgekeerde geboorte waarbij een persoon geheel verzwolgen wordt door een vagina en terugkeert in de baarmoeder.

## Boeken
- Hedo, Charlie (2015). Bereid Me, Smashwords Publishing. ISBN 9781311750808